# Berberis pingbaensis
Berberis pingbaensis är en berberisväxtart som beskrevs av M.T.An. Berberis pingbaensis ingår i släktet berberisar, och familjen berberisväxter. Inga underarter finns listade i Catalogue of Life.